# سامونتشوق
سامونتشوق هي بلدة في مقاطعة جاندار في ولاية بخارى في أوزبكستان.